# マンフレード4世 (サルッツォ侯)
マンフレード4世（イタリア語：Manfredo IV, 1262年 - 1340年9月16日）は、サルッツォ侯（在位：1296年 - 1330年）。サルッツォ侯トンマーゾ1世とルイーザ・ディ・チェーヴァの息子。

## 生涯
マンフレード4世は、父より与えられたサルッツォのコミューンに町とその執政長官（Podestà）およびサルッツォ侯との関係を規制する協定に署名することを強要した。
マンフレード4世は、主に領地と城の併合を行うことで父の領土拡大政策を引き継いだ。1305年8月27日、万フレート4世はサルッツォ侯領のためサヴォイア伯アメデーオ5世に忠誠を誓った。1322年、デル・カレット家の借金を整理する代わりに、マンフレード4世はカイロ・モンテノッテ、ロッケッタおよびコルテミーリアの城を手に入れた。
最初の妃であるシチリア王マンフレーディとヘレナ・アンゲリナ・ドゥーカイナの娘ベアトリーチェとの間に、フェデリーコが生まれていた。しかし、マンフレード4世は2番目の妃で3人の息子を産んでいたイザベラ・ドーリアからの影響を受けるようになり、イザベラとの間の長男マンフレードを継承者に指名しようとした。これにより内戦が勃発し、最終的にフェデリーコの侯位が確定する1332年7月29日まで続いた。

## 結婚と子女
マンフレード4世はシチリア王マンフレーディとヘレナ・アンゲリナ・ドゥーカイナの娘ベアトリーチェと結婚し、2子をもうけた。
- フェデリーコ1世（1287年 - 1336年）[1] - サルッツォ侯（1330年 - 1336年）
- カテリーナ - バルジェ領主グリエルモ・エンガンナと結婚

2度目にベルナボ・ドーリアとエレオノーラ・フィエスキの娘イザベラと結婚した。イザベラの両親はジェノヴァ共和国の貴族であった。2人の間には4子が生まれた。
- マンフレード5世（1392年没）[1] - サルッツォ侯（1330年 - 1332年）
- ボニファーチョ
- テオドロ
- エレオノーラ - チェーヴァ侯オッドーネ1世と結婚

また、エリンダという庶子がいた。